# Harri Koskela
Harri Matias Koskela (Lapua, 8 ottobre 1965) è un ex lottatore finlandese, specializzato nella lotta greco-romana.

## Palmarès

### Olimpiadi
- 1 medaglia:
  - 1 argento (Seul 1988 nei pesi medio-massimi)

### Mondiali
- 2 medaglie:
  - 1 argento (Tokyo 1990 nei 90 kg)
  - 1 bronzo (Varna 1991 nei 90 kg)